# Saint-Renan
Saint-Renan (tiếng Breton: Lokournan) là một xã của tỉnh Finistère, thuộc vùng Bretagne, miền tây bắc Pháp.

## Dân số
Người dân ở Saint-Renan được gọi là Renanais.